# Abbazia territoriale

Stemma di un abate ordinario di un'abbazia territoriale

L'abbazia territoriale è una tipologia di circoscrizione ecclesiastica della Chiesa cattolica di rito latino.

## Definizione
Essa è definita dal Codice di diritto canonico al canone 370:
(canone 370)
Precedentemente l'abbazia territoriale era chiamata abbatia nullius (dioecesis). Si tratta di una forma di Chiesa particolare, equiparata alla diocesi. Si definisce grazie al suo territorio e grazie alla presenza di una abbazia (o monastero) di tipo benedettino.
Storicamente, infatti, le abbazie più grandi ed importanti estendevano il proprio influsso anche al di fuori delle mura del monastero, abbracciando campi, possedimenti e anche piccoli villaggi, in cui dimoravano le persone che lavoravano nei fondi o nelle altre attività dell'abbazia. Tutto questo territorio e queste persone erano sottratte all'autorità del vescovo e della diocesi e facevano diretto riferimento all'abbazia e all'abate. Quindi l'abate di un'abbazia territoriale deve:
- governare la vita dell'abbazia, i rapporti tra i monaci, le questioni interne;
- dirigere le parrocchie e i preti del territorio facente parte dell'abbazia territoriale, esattamente come se fosse un vescovo che dirige la propria diocesi.

Papa Paolo VI, con il motu proprio Catholica Ecclesia del 23 ottobre 1976, ha disposto che in avvenire non vengano più erette abbazie territoriali, se non per motivi speciali; e ha stabilito nuovi criteri e norme per il riordinamento di questa antica struttura ecclesiastica. Tra questi, la disposizione secondo cui gli Abati non siano più consacrati vescovi, benché equiparati nel diritto canonico al vescovo diocesano (canone 381 § 2). L'ultima abbazia territoriale eretta prima di questa disposizione è stata l'abbazia territoriale di Claraval in Brasile nel 1968.

## Abbazie attuali
Sei abbazie territoriali si trovano in Italia:
- abbazia territoriale di Montecassino;
- abbazia territoriale di Monte Oliveto Maggiore;
- abbazia territoriale della Santissima Trinità di Cava de' Tirreni;
- abbazia territoriale di Santa Maria di Grottaferrata;
- abbazia territoriale di Montevergine;
- abbazia territoriale di Subiaco.

Negli altri paesi ci sono cinque abbazie territoriali:
- abbazia territoriale di Wettingen-Mehrerau, in Austria;
- abbazia territoriale di Einsiedeln, in Svizzera;
- abbazia territoriale di San Maurizio d'Agauno, in Svizzera;
- abbazia territoriale di Pannonhalma, in Ungheria;
- abbazia territoriale di Tokwon, in Corea del Nord.

## Antiche abbazie territoriali soppresse
Fra le antiche abbazie territoriali, ora soppresse, si ricordano in Italia:
- abbazia della Santissima Trinità di Venosa, soppressa nel 1297;
- abbazia di San Lupo a Benevento, soppressa nel 1450;
- abbazia di San Salvatore Maggiore, soppressa nel 1629;
- abbazia della Vangadizza, soppressa nel 1789 dalla Repubblica di Venezia;
- abbazia territoriale di Santa Maria in Bagno di Romagna, soppressa nel 1779;
- abbazia territoriale di Sant'Ellero a Galeata, soppressa nel 1785;
- abbazia di Santa Maria in Silvis a Sesto al Reghena, soppressa nel 1794;
- sacra di San Michele, soppressa nel 1803 durante il periodo napoleonico;
- abbazia di San Pietro ad Oratorium, soppressa nel 1806 durante il periodo napoleonico;
- abbazia di Santa Maria di Farfa, soppressa nel 1841;
- abbazia di Santa Maria di Polsi, soppressa nel 1920;
- abbazia di San Martino al Cimino, soppressa nel 1936;
- abbazia dei Santi Vincenzo e Anastasio alle Tre Fontane, soppressa nel 1981;
- abbazia di San Silvestro di Nonantola, unita nel 1986 all'arcidiocesi di Modena (oggi Modena-Nonantola);
- abbazia di San Paolo fuori le mura in Roma, soppressa nel 2005 (oggi abbazia non territoriale).

All'estero:
- abbazia territoriale dei Santi Nicola e Benedetto, elevata ad arcidiocesi di Monaco, nell'omonimo principato nel 1887;
- abbazia territoriale dei Santi Maurizio e Mauro di Clervaux, oggi nell'Arcidiocesi di Lussemburgo, soppressa nel 1946;
- abbazia territoriale di Santa Maria Ausiliatrice di Belmont, negli Stati Uniti d'America, soppressa nel 1977;
- abbazia territoriale di New Norcia, in Australia, soppressa nel 1982;
- abbazia territoriale di Saint Peter-Muenster, in Canada, soppressa nel 1998;
- abbazia territoriale di Claraval, in Brasile, soppressa nel 2002;
- abbazia territoriale di Nossa Senhora do Monserrate do Rio de Janeiro, in Brasile, soppressa nel 2003.